# James Lick
James Lick (25 de agosto de 1796 – 1 de octubre de 1876) fue un negociante y filántropo estadounidense, que amasó una enorme fortuna desde unos humildes orígenes.
Trabajando al principio como carpintero, y después como fabricante de pianos, invirtió los beneficios obtenidos de este negocio (expandido a Sudamérica) en bienes inmobiliarios en California.
En el momento de su muerte, era el hombre más rico de California, y dejó la mayoría de sus propiedades a causas sociales y científicas, entre las que destaca la fundación del Observatorio Lick.

## Primeros años
James Lick nació en Stumpstown (actualmente Fredericksburg), Pensilvania, en 1796. Su abuelo, William Lick, sirvió durante la Guerra de Independencia a las órdenes del general George Washington, y su hijo, John Lick, participó en la Guerra Civil. 
Hijo de un carpintero, Lick comenzó a aprender el oficio a temprana edad. Al cumplir 21 años, tras ser rechazado como pretendiente por la familia de Barbara Snavely (a la que había dejado embarazada), Lick se marchó a Baltimore, Maryland, donde aprendió a fabricar pianos con gran maestría. Desde allí se trasladó a Nueva York, donde instaló su propia tienda. En 1821 emigró a Argentina, tras saber que sus pianos eran exportados a América del Sur.

## Años en América del Sur
Lick encontró numerosas dificultades en Buenos Aires, debido a su ignorancia del español y a la turbulenta situación política en el país. Aun así, su empresa prosperó y en 1825 partió de Argentina para visitar Europa durante un año. En su viaje de regreso, su barco fue capturado por un navío portugués, y los pasajeros y la tripulación fueron desembarcados en Montevideo como prisioneros de guerra. Lick logró escapar, regresando a Buenos Aires a pie.
En 1832, decidió volver a Stumpstown, donde no pudo reunirse con Barbara Snavely (que se había casado) y con su hijo; y regresó de nuevo a Buenos Aires. Viendo que la situación política argentina era demasiado inestable, se mudó a Valparaíso, Chile. Después de cuatro años, volvió a trasladar su negocio, esta vez a Lima, Perú.
En 1846, anticipando la guerra entre México y Estados Unidos y la futura anexión de California, decidió que se instalaría allí. Sin embargo, los pedidos de pianos acumulados retrasaron su traslado definitivo ocho meses, cuando los empleados mexicanos que había contratado en su futuro destino dejaron sus empleos para unirse al ejército mexicano tras el estallido de la guerra en abril de aquel año, teniendo que permanecer en Lima para completar los pianos restantes por sí mismo.

## Años en California

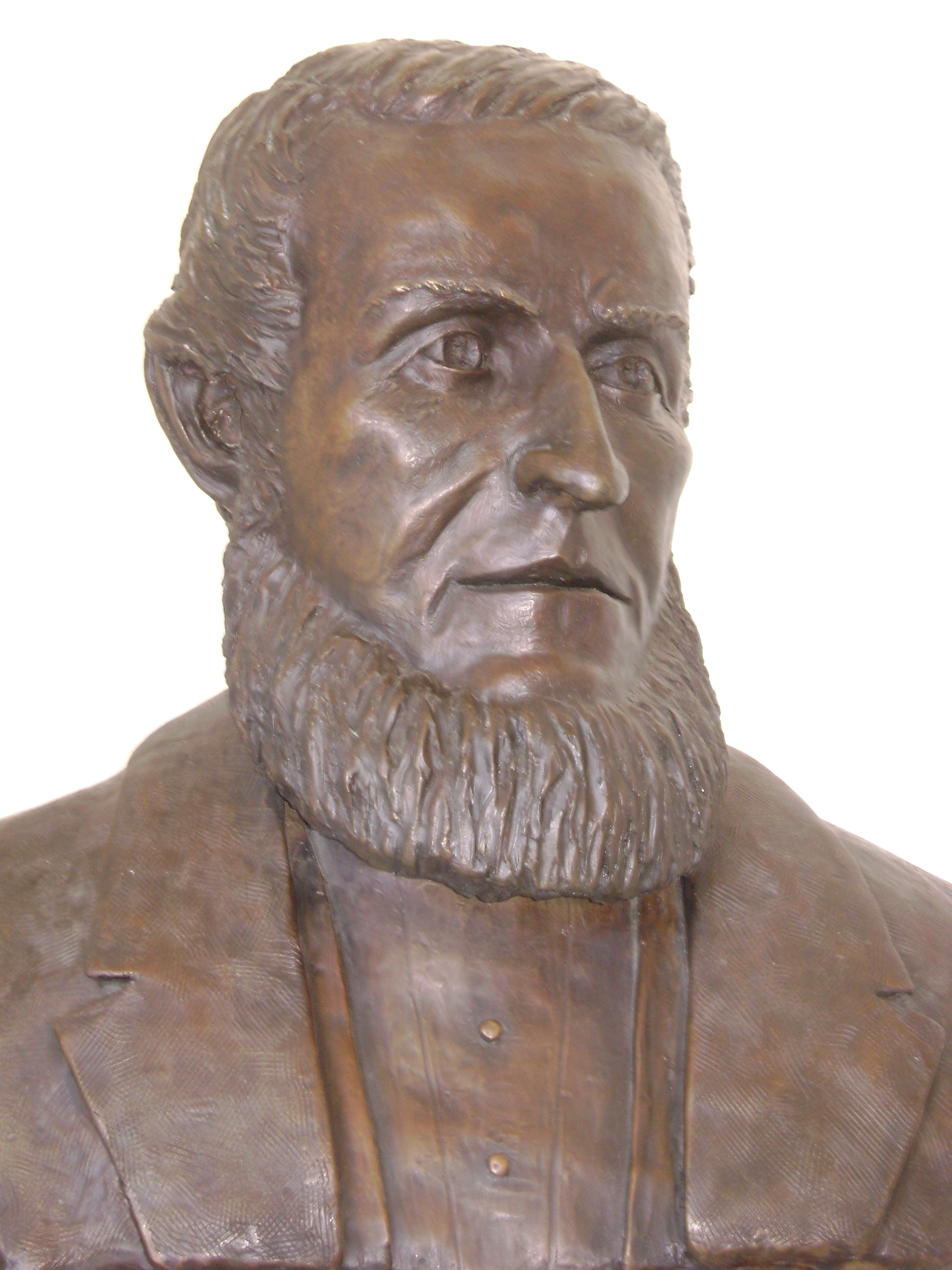
Busto de James Lick en el Observatorio Lick.

Lick llegó a San Francisco, California, en enero de 1848, trayendo con él sus herramientas, su banco de trabajo, 30.000 dólares (equivalentes a unos 800.000 dólares de 2012) en oro, y 600 libras (275 kilogramos) de chocolate. El chocolate se vendió rápidamente, y Lick convenció a su vecino y amigo en Perú, el repostero Domingo Ghirardelli, para que se instalara en San Francisco, donde fundó la Compañía Chocolatera Ghirardelli.
A su llegada, Lick comenzó a comprar inmuebles en la por entonces pequeña villa de San Francisco. El descubrimiento de oro en Sutter's Mill, cerca de Sacramento, unos cuantos días después de la llegada de Lick al futuro estado, desencadenó la Fiebre del Oro en California y creó una desmedida necesidad de alojamiento en San Francisco, que pasó de aproximadamente mil residentes en 1848 a más de veinte mil en 1850. El propio Lick fue contagiado por la "fiebre de oro" y salió a probar suerte buscando una mina, pero después de una semana se dio cuenta de que su fortuna se basaría en poseer terrenos, y no en cavar en ellos. Continuó comprando tierra en San Francisco, y también comenzó a comprar granjas en San José y sus alrededores, donde plantó frutales y construyó el molino de harina más grande de todo el estado, para suministrar de alimento a la ceciente población de San Francisco.
En 1855 envió a buscar a su hijo John, que a la edad de 37 años nunca había convivido con su padre. Por él se enteró de que Barbara, la madre de John, había muerto hacía cuatro años. Permanecieron juntos durante ocho años, pero nunca llegaron a congeniar, y James Lick nunca asumió la falta de carácter y de ambición que achacaba al decepcionante comportamiento de su hijo.
En 1861, inició la construcción de un hotel, conocido como Lick House, en la intersección de las calles Montgomery y Sutter en San Francisco. Tenía un salón capaz de acomodar 400 comensales, basado en una estancia similar del Palacio de Versalles, y fue considerado el mejor hotel al oeste del río Misisipi. Desapareció en el incendio que siguió al terremoto de San Francisco de 1906.
Tras su construcción, Lick regresó a sus frutales de San José. En 1874, Lame sufrió un ictus severo cuando estaba en la cocina de su casa de Santa Clara. A la mañana siguiente, fue encontrado por su empleado, Thomas Fraser, siendo trasladado a Lick House, donde podía ser mejor atendido. En aquel momento, sus propiedades fuera de sus considerables dominios en el Condado de Santa Clara y en San Francisco, incluían inmensos terrenos alrededor del Lago Tahoe, un gran rancho en el Condado de Los Ángeles, y todo la Isla de Santa Catalina, haciendo de Lick el hombre más rico de California.
En los tres años siguientes, Lick pasó la mayor parte de su tiempo decidiendo cómo iba a emplear su fortuna. Originalmente pensó en erigir unas estatuas gigantes de él y de sus padres, y levantar una pirámide más grande que la Gran Pirámide de Guiza en su propia memoria en el centro de San Francisco. Aun así, gracias a los esfuerzos de George Davidson, presidente de la Academia de Ciencias de California, se pudo persuadir a Lick de que dejase la mayor parte de su fortuna al establecimiento de un observatorio en la cima de una montaña, con el telescopio más potente construido hasta entonces.
En 1874 destinó 3.000.000 de dólares (equivalentes a más de 60 millones de dólares en 2012) para los fines siguientes:
- 700.000 dólares a la Universidad de California, para la construcción de un observatorio con el telescopio más potente del mundo.
- 150.000 dólares para el edificio y el mantenimiento de los Baños James Lick en San Francisco, de acceso público libre.
- 540.000 dólares para fundar y dotar una institución de San Francisco, conocida como la Escuela de California de Artes de Mecánicas.
- 100.000 dólares para la erección de tres grupos escultóricos en bronce representando tres periodos de la historia californiana, para ser colocados delante del ayuntamiento de la ciudad de San Francisco.
- 60.000 dólares para levantar en el Golden Gate Park de San Francisco, un memorial a Francis Scott Key, autor del himno de los Estados Unidos, “The Star-Spangled Banner”.

Lick había estado interesado en la astronomía al menos desde 1860, cuando pasó algunas noches observando el cielo con George Madeira, el fundador del primer observatorio de California. Coincidieron de nuevo en 1873 y Lick dijo que los telescopios de propiedad de Madeira eran los únicos que había utilizado. En 1875, Thomas Fraser recomendó un emplazamiento en la cumbre del Monte Hamilton, cercano a San José. Aprobado por Lick, con la condición de que el Condado de Santa Clara construyese una "carretera de primera clase" hasta allí. El condado estuvo de acuerdo y la carretera, construida a pico y pala, se completó a finales de 1876.
El 1 de octubre de 1876, Lick falleció en una habitación de su hotel de San Francisco. En 1887, su cuerpo fue trasladado a su lugar de enterramiento definitivo, bajo la futura cúpula del Telescopio Lick.

## Legado

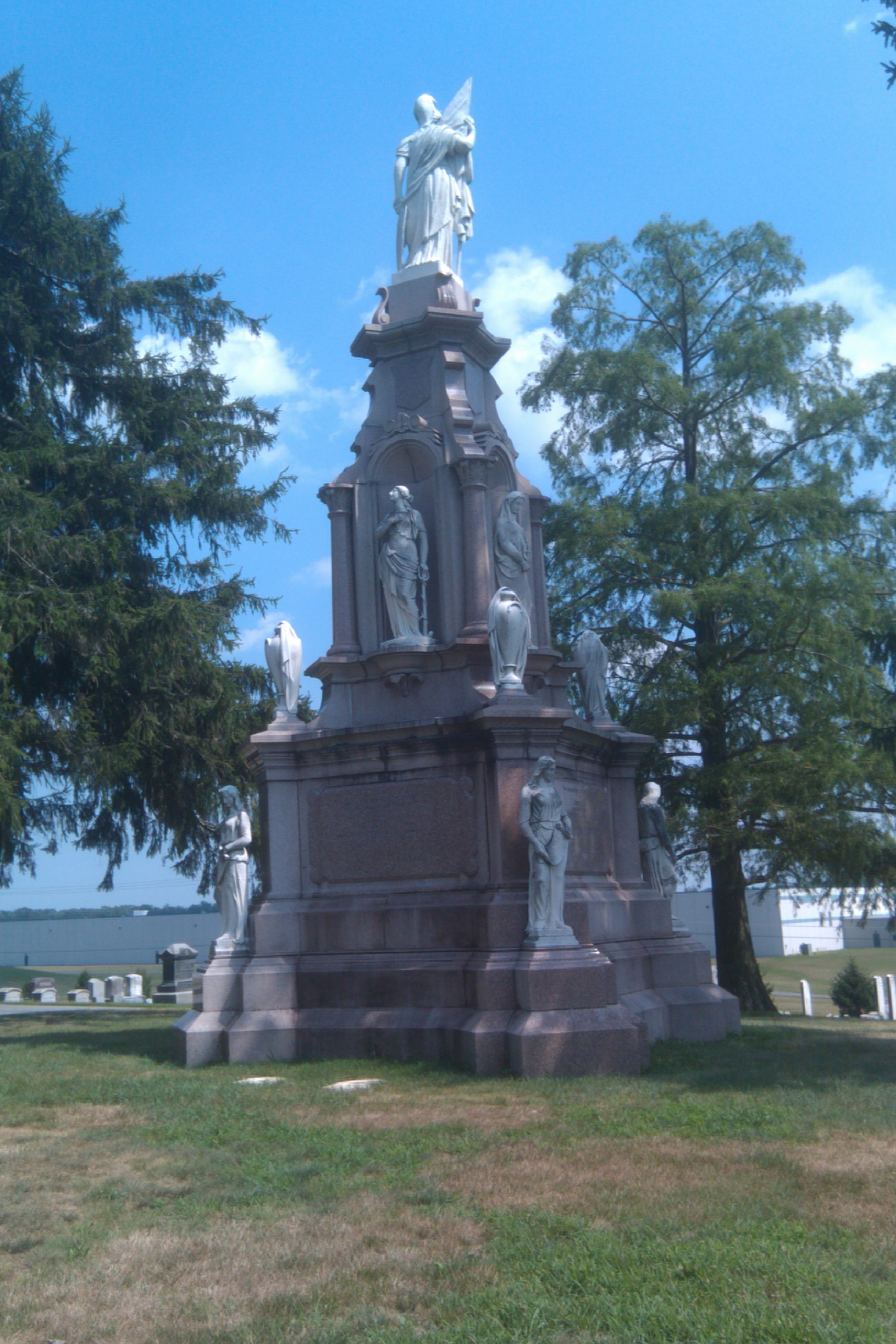
Uno de los tres monumentos dedicados a la familia Lick en Fredericksburg.

- Lick estipuló en su testamento que toda su fortuna tendría que ser utilizada para el bien público, incluyendo 700.000 dólares para la construcción de un observatorio.
- En 1888, se completó el Observatorio Lick, donado a la Universidad de California como parte del Departamento Astronómico Lick.  El Observatorio fue el primero situado de forma permanente en la cima de una montaña, y albergó el mayor telescopio refractor del mundo en aquel tiempo.
- El cuerpo de James Lick está sepultado bajo el telescopio refractor que fundó, disponiendo que siempre hubiera flores frescas en su tumba.
- En 1887 se enterró el cuerpo de Lick bajo el futuro emplazamiento del telescopio, con una placa de bronce Archivado el 11 de octubre de 2007 en Wayback Machine. con la inscripción  “Aquí yace el cuerpo de James Lick.”
- La mansión de James Lick en Santa Clara es un hito histórico nacional registrado. Está arrendado a un precio simbólico a organizaciones sin ánimo de lucro. A fecha de 2003, la mansión está ocupada por el S.A.F.E. Place (organización dedicada al auxilio de jóvenes con problemas).
- En 1884, el Hogar Lick para Ancianas, posteriormente rebautizado como University Mound Ladies Home, se estableció en San Francisco gracias a una subvención de la inmobiliaria Lick.
- El Conservatorio de Flores y la estatua de Francis Scott Key en el Golden Gate Park fueron donados a San Francisco por Lick.
- El Monumento al Pionero delante del ayuntamiento de la Ciudad de San Francisco, también fue donado por Lick a la ciudad.
- La James Lick High School en San José y la James Lick Middle School, la Lick-Wilmerding High School, y la Autopista James Lick, todas en San Francisco, están nombradas en su honor.
- En el Pacífco Sur, el ferrocarril nombró un Punto de Control Lick (CP Lick) en su ruta de la Línea Costera en San José, California. En la misma ubicación hubo una estación denominada Lick, así como un ramal de nombre Lick (abandonado desde los primeros años 1980) que conectaba San José con el Valle de Almadén.
- El cráter lunar Lick y el asteroide (1951) Lick llevan estos nombres en su memoria.
- Lickdale, Pensilvania, un pueblo aproximadamente 3 millas al oeste de Fredericksburg, Pensilvania (anteriormente Stumpstown),  nombrado así en honor de James Lick. Lickdale era un importante puerto durante el siglo XIX de una rama del Canal Unión, emplazamiento de una gran fábrica de hielo.
- Un gran monumento dedicado a James Lick fue erigido por suscripción popular en el cementerio comunitario de Fredericksburg, Pensilvania.